# Шазам (волшебник)
Волшебник Шазам (англ. Wizard Shazam), также известный как Шазам (англ. Shazam) — персонаж комиксов, публиковавшихся первоначально издательством Fawcett Comics, а затем DC Comics. Созданный в 1940 году художником Чарльзом Кларенсом Беком и писателем Биллом Паркером, персонаж впервые появился в журнале Whiz Comics #2 (февраль 1940 года).

## В кинематографе
- В сериале «Приключения Капитана Марвела» роль исполнил Найджел Де Брюлье.
- В короткометражном мультфильме «Витрина DC: Супермен/Шазам! – Возвращение Чёрного Адама» озвучен Джеймсом Гарнером.[4][5]
- В фильме «Шазам!» 2019 года роль волшебника исполнил актёр Джимон Хонсу.[6]